# هوراس إتش فاولر
هوراس إتش فاولر (بالإنجليزية: Horace H. Fuller)‏ هو عسكري أمريكي، ولد في 10 أغسطس 1886 في داكوتا الجنوبية في الولايات المتحدة، وتوفي في 18 سبتمبر 1966.